# Schreiberbach
Schreiberbach är ett vattendrag i Österrike.   Det ligger i förbundslandet Wien, i den östra delen av landet.
Runt Schreiberbach är det i huvudsak tätbebyggt. Runt Schreiberbach är det mycket tätbefolkat, med 3 623 invånare per kvadratkilometer.  Trakten ingår i den hemiboreala klimatzonen. Årsmedeltemperaturen i trakten är 11 °C. Den varmaste månaden är juli, då medeltemperaturen är 25 °C, och den kallaste är december, med −4 °C. Genomsnittlig årsnederbörd är 904 millimeter. Den regnigaste månaden är maj, med i genomsnitt 115 mm nederbörd, och den torraste är mars, med 28 mm nederbörd.